# Рензаев, Алексей Иванович
Алексе́й Ива́нович Рензаев (21 октября 1912, Голодовка, Тамбовская губерния — 19 марта 1945, Пионерский) — советский лётчик минно-торпедной авиации Военно-морского флота во время Великой Отечественной войны, Герой Советского Союза (6.03.1945). Майор (5.03.1945).

## Биография
Родился 21 октября 1912 года в селе Голодовка Моршанского уезда Тамбовской губернии (ныне — село Лесное Земетчинского района Пензенской области) в крестьянской семье. Русский. В 1927 году окончил 4 класса Голодовской сельской школы, рано остался без матери. С 14 лет ушёл из села в поисках лучшей доли. Работал в Воронеже на литейном заводе чернорабочим, пока не узнали о его малом возрасте. Уехал в город Самарканд, освоил трактор «Фордзон» и стал трактористом одного из первых кооперативных хозяйств. В 1930 году переехал в Москву.
В июне 1931 году был призван в Красную Армию. Окончил Ленинградскую военно-теоретическую школу лётчиков, служил авиамехаником в 27-м авиаотряде. В 1937 году окончил отделение лётчиков-наблюдателей при Военной школе лётчиков морской и сухопутной авиации имени Сталина в Ейске. Член ВКП(б) с 1938 года.
Для прохождения дальнейшей службы лётчик-наблюдатель Рензаев был направлен на Краснознамённый Балтийский флот. Был младшим лётчиком-наблюдателем в разведывательных эскадрильях. С апреля 1938 года — начальник парашютно-десантной службы 58-й отдельной авиационной эскадрильи, с апреля 1939 года — штурман отряда той же эскадрильи. В войне с Финляндией 1939—1940 годов совершил по разным данным 35 или 40 боевых вылетов.
Участник Великой Отечественной войны с первого дня. В составе той же эскадрильи участвовал в нанесении бомбовых ударов по живой силе и боевой технике врага, штурмовках в районе озера Самро, станций Мга, Синявино. К сентябрю 1941 года совершил 45 боевых вылетов, из них 34 ночью. Награждён орденом Красного Знамени.
С марта 1942 года воевал в составе 1-го гвардейского минно-торпедного авиационного полка.
В январе 1943 года, участвуя в операции по прорыву блокады Ленинграда, капитан Рензаев взорвал склад с боеприпасами. Пожар длился более суток. В те же дни он взорвал четыре железнодорожных эшелона на станциях Тосно и Любань.
С осени 1943 года летал в экипаже В. А. Меркулова. Опыт штурмана в сочетании с мастерством лётчика сделали экипаж Меркулова и Рензаева «образцом гвардейского стиля». В свободном поиске в Балтийском море экипаж топил один за другим вражеские транспорты. 21 октября 1943 года торпедным ударом было повреждено вражеское судно водоизмещением 1500 тонн. С августа по октябрь 1944 года отважный экипаж пустил на дон 4 вражеских судна общим водоизмещением 27000 тонн.
К октябрю 1944 года штурман 1-й эскадрильи 1-го гвардейского минно-торпедного авиационного полка 8-й минно-торпедной авиационной дивизии ВВС Краснознамённого Балтийского флота гвардии капитан Алексей Рензаев совершил 283 боевых вылета. Из них: на бомбовые удары по живой силе и военно-морским базам противника — 172, на крейсерство — 54, уничтожение минных полей — 10, поставку мин — 18, спецзадание — 15, на разведку Финского залива и ВМБ — 6, поиск и уничтожение подлодок противника — 8. В составе экипажа потопил 8 транспортов общим водоизмещением в 43 000 тн, 1 сторожевой корабль и повредил 1 сетевой заградитель.
Указом Президиума Верховного Совета СССР от 6 марта 1945 года «за образцовое выполнение боевых заданий командования на фронте борьбы с немецко-фашистскими захватчиками и проявленные при этом отвагу и геройство» гвардии капитану Алексею Ивановичу Рензаеву присвоено звание Героя Советского Союза с вручением ордена Ленина и медали «Золотая Звезда».
Но высшая награда Родины вручена Герою не была.
В декабре 1944 года весь экипаж был переведён в 51-й минно-торпедный авиационный полк.
19 марта 1945 года в составе экипажа гвардии майора Меркулова он участвовал в атаке транспорта противника водоизмещением 10000 тонн на траверзе города Нойкурен. Самолёт был подожжён, но продолжил выполнение задачи. Штурман Рензаев точно навёл «Бостон» на цель и сбросил торпеду. Вражеский корабль был потоплен. Объятый пламенем торпедоносец упал в море. Вместе с Меркуловым погибли и его боевые друзья: штурман, Герой Советского Союза гвардии майор А. И. Рензаев, начальник связи, гвардии старшина А. П. Грибовский, воздушный стрелок гвардии сержант В. С. Растяпин. Вернувшиеся на базу экипажи доложили о таране.
Всего за годы войны гвардии майор А. И. Рензаев совершил более 300 боевых вылетов, из них 238 ночью.

## Награды
- Герой Советского Союза (6.03.1945)
- Орден Ленина (6.03.1945)
- Три ордена Красного Знамени (2.12.1941, 23.09.1943, 13.10.1944)
- Медаль «За боевые заслуги» (3.11.1944)
- Медаль «За оборону Ленинграда» (вручена 13.06.1943)

## Память
- Имя героя носит улица города Пионерский (1975), на одном из домов которой установлена мемориальная доска.
- На родине в селе Лесном и посёлке Земетчино его именем также названы улицы.
- Имя Героя Советского Союза А. И. Рензаева присвоено Земетчинской школа № 2 (2001), ранее в советское время его имя носила пионерская дружина этой школы.
- Его имя увековечено на мемориале лётчикам Краснознамённого Балтийского флота погибшим над морем в посёлке Лебяжье Ломоносовского района Ленинградской области.
- Решением Совета Министров СССР в 1976 году судну Пионерской базы «Океанрыбфлота» СТР-8213 было присвоено имя «Алексей Рензаев».